# Alfred Roedig
Alfred Roedig (* 2. Oktober 1910 in Düsseldorf; † 27. Juli 1983 in Würzburg) war ein deutscher Chemiker.
Er studierte an den Universitäten Bonn und Freiburg im Breisgau Botanik und Zoologie, später Chemie. Er promovierte 1939 an der Universität Würzburg bei Franz Gottwalt Fischer mit einer biochemischen Arbeit über „Fumarsäure hydrierende Enzyme“.
Nach kurzen Tätigkeiten an der Chem.-techn. Reichsanstalt Berlin und Technischen Hochschule Stuttgart habilitierte er sich 1950 in Würzburg, wo er bereits 1948 als wissenschaftlicher Assistent am Chemischen Institut (damals am Röntgenring 11) arbeitete. Von 1956 bis Mai 1980 erhielt er als Nachfolger von Franz Gottwalt Fischer den Lehrstuhl für Organische Chemie an der Universität Würzburg. 1960 wurde für die geplante Erweiterung „Am Hubland“ ein zweiter Lehrstuhl errichtet. Den ersten Lehrstuhl hielt Siegfried Hünig inne.
Seine Forschungsgebiete umfassten mehrfachhalogenierte ungesättigte Kohlenwasserstoffe und deren Reaktivitäten, seine Ergebnisse fanden Eingang in renommierten Lehrbüchern der organischen Chemie. Kurze Zeit nach seiner Emeritierung verstarb er an einem Krebsleiden.

## Bekannte Schüler
- Gottfried Märkl (1929–2014), Lehrstuhl für Organische Chemie, Universität Regensburg.

## Vorgänger an den chemischen Instituten in Würzburg

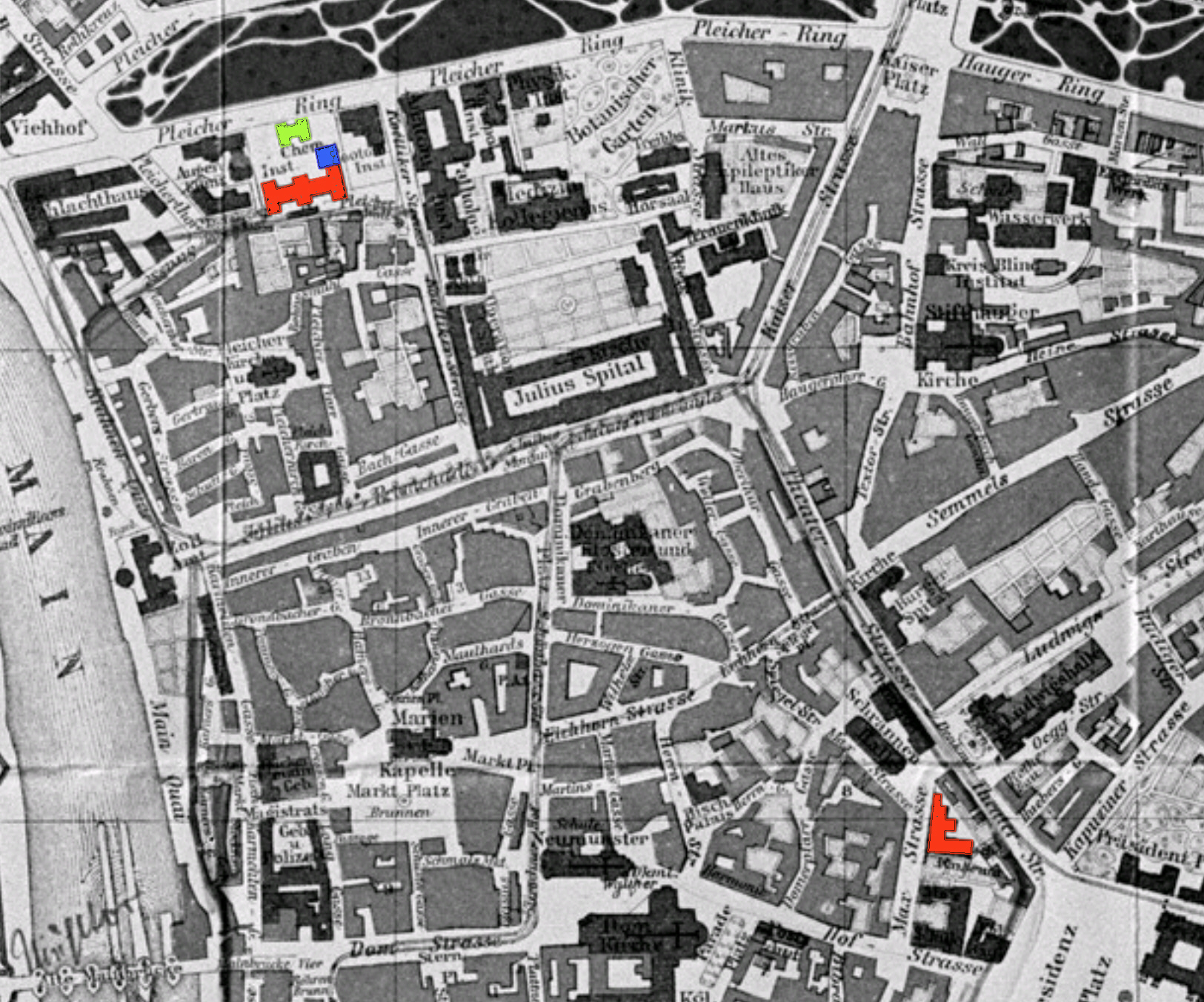
Lage der chemischen Institute in Würzburg

- Johann Joseph von Scherer (1842–1869†; Juliusspital, ab 1867 neues Chemisches Institut in der Maxstr. 4)
- Adolph Strecker (1869–1871†; Chemisches Institut in der Maxstr. 4)
- Johannes Wislicenus (1872–1885; Chemisches Institut in der Maxstr. 4)
- Emil Fischer (1885–1892; Chemisches Institut in der Maxstr. 4)
- Arthur Hantzsch (1893–1903; Chemisches Institut in der Maxstr. 4, ab 1896 neues Chem. Inst. am Pleicher Ring 11)
- Julius Tafel [1903–1910; Chemisches Institut am Röntgenring 11 (ab 1909 umbenannter Straßenname)]
- Eduard Buchner (1911–1917†; Chemisches Institut am Röntgenring 11)
- Otto Dimroth (1918–1937, 1940†; Chemisches Institut am Röntgenring 11)
- Franz Gottwalt Fischer (1938–1956, 1960†; Chemisches Institut am Röntgenring 11)